# Johann Traherne Moggridge
Johann Traherne Moggridge ( 8 de marzo de 1842 - 24 de noviembre de 1874 ) fue un botánico, y entomólogo inglés, y destacado orquideólogo.

## Algunas publicaciones

### Libros
- 1871. Contributions to the flora of Mentone and to a winter flora of the Riviera. Reeditó BiblioBazaar, 2010. 442 pp. ISBN 1142613402
- 1873. Harvesting ants and trap-door spiders: Notes and observations on their habits and dwellings (Recolección de hormigas y arañas puerta trampa: Notas y observaciones sobre sus hábitos y viviendas). Ed. L. Reeve & Co. 156 pp. Reeditó General Books LLC, 2010. 84 pp. ISBN 1152935879
- 1874. Contributions to the flora of Mentone: and to a winter flora of the Riviera ; including the coast from Marseilles to Genoa. Ed. L. Reeve & Co. 226 pp.

## Honores
- Miembro electo de la Sociedad Linneana de Londres.

### Eponimia
- (Crassulaceae) Sempervivum moggridgei De Smet ex Hook.f.[1]

- (Rosaceae) Rubus moggridgei Burnat ex Sudre[2]
- La abreviatura «Moggr.» se emplea para indicar a Johann Traherne Moggridge como autoridad en la descripción y clasificación científica de los vegetales.[3]